# La doppia vita di M.Laurent
La doppia vita di M.Laurent è il secondo romanzo giallo di Santo Piazzese con protagonista il ricercatore universitario Lorenzo La Marca.

## Trama
Anche in questo romanzo il protagonista è costretto ad indagare su una morte, in tal caso quella dell'antiquario Ghini, probabilmente ucciso, nel buio di un vicolo di Palermo. La Marca, di nuovo insieme a Michelle, che qui ha un ruolo da protagonista, gira Palermo, fa incontri casuali e voluti con personaggi che si riveleranno coinvolti o comunque utili, coscientemente o loro malgrado, nel portare l'indagine sulla giusta via. Di nuovo appare il commissario Spotorno, distratto però da un viaggio all'estero, e il padre di Michelle, che qui conosciamo quale uomo sensibile e dalle mille sfaccettature. La ricerca della verità vede Lorenzo nei suoi incontri con la fascinosa e ambigua Eleonora, con la bella e fredda Elena, con la glaciale ma poi dolce Natasha. E con Peppuccio, o meglio con i vari tipi con questo nome che appaiono sulla scena e accendono una luce sul delitto. La Palermo presentata da Piazzese è bella e difficile, lirica e vera, spaventosa ed ospitale.

## Edizioni
- Santo Piazzese, La doppia vita di M. Laurent, La memoria, Sellerio, 1998,  p. 330, ISBN 88-389-1428-1.